# قرار مجلس الأمن التابع للأمم المتحدة رقم 2096
قرار مجلس الأمن التابع للأمم المتحدة رقم 2096، المتخذ بالإجماع في 19 مارس 2013. هو قرار تم اتخاذه بالإجماع في 19 مارس 2013. يتعلق القرار ببعثة الأمم المتحدة لتقديم المساعدة إلى أفغانستان، وتم اعتماده في اجتماع مجلس الأمن رقم 6935.

## روابط خارجية
- نص القرار في undocs.org